# ROKI
株式会社ROKI（ろき、英: ROKI Co., Ltd.）は、フィルター（濾過器）の製造を行う企業。
自動車用ろ過機器の開発および製造の他、不織布マスクの開発・製造・販売、空気清浄機・浄水器の開発・製造・販売、燃料電池関連システムの開発等を行う。
2017年に微細繊維製造装置の特許を取得（特願2017-117409）。
2021年よりサージカルマスクの販売を開始。マスクについての特許取得（特願2021-569463）
2024年5月に多様な樹脂を微細繊維・ナノファイバー化する独自紡糸技術の開発を発表。多様な樹脂の紡糸や、綿状のナノファイバー不織布作製および任意の繊維径設定が可能な技術。繊維径200nmのポリイミド不織布や繊維径500nmの水溶性不織布など、独自の不織布シートの作成に成功。同年9月にエアロゾルの最近・微粒子捕集用水溶性ナノファイバーフィルターの開発を発表。

## 主な製品
- エアクリーナー
- インテークマニホールド（略称：インマニ）
- カーボンキャニスター
- エンジンオイルフィルター
- 空気清浄器
- サージカルマスク「纏」
- 新コンセプトマスク「MATOI TONE UP MASK」

## 沿革
- 1958年（昭和33年）4月 - 東洋沪機製造株式会社として設立
- 1963年（昭和38年）7月 - 現在地に本社工場を移転、研究所を設立
- 1984年（昭和59年）6月 - 島田裕光が社長に就任
- 1989年（平成1年）10月 - 米国現地法人としてFILTECH INC.を設立
- 1994年（平成6年）
  - 10月 - 台湾現地法人として華洋企業を設立
  - 11月 - タイ現地法人としてTOYOROKI(THAILAND)を設立
- 1997年（平成9年）8月 - ISO9001認証取得
- 2001年（平成13年）
  - 9月 - インドネシア現地法人としてPT.FILTECH INDONESIAを設立
  - 11月 - 中国現地法人として飛得濾机(蘇州)有限公司を設立
- 2002年（平成14年）12月 - イオン交換器の製造開始
- 2004年（平成16年）
  - 2月 - 浜松工場棟完成
  - 3月 - 浜松工場 ISO14001認証取得
- 2006年（平成18年）
  - 3月 - グローバル本社完成
  - 6月 - ベトナム現地法人 FILTECH VIETNAM CO., LTD.設立
- 2008年（平成20年）
  - 6月 - 島田貴也が社長に就任。ISO/TS16949認証取得
  - 7月 - 株式会社ROKIへ社名変更
- 2010年（平成22年）12月 - インド現地法人　ROKI MINDA Co. Private Limited　設立
- 2011年（平成23年）
  - 1月 - 米国現地法人を ROKI AMERICA Co., Ltd.へ社名変更
  - 4月 - タイ現地法人を ROKI (THAILAND) Co., Ltd.へ社名変更。インドネシア現地法人を PT.ROKI INDONESIAへ社名変更。中国現地法人の英語表記名を ROKI SUZHOU Co., Ltd.へ変更
  - 8月 - ベトナム現地法人を ROKI Vietnam Co., Ltd.へ社名変更
- 2012年（平成24年）
  - 4月 - 株式会社ROKIホールディングスに社名変更、株式会社ROKIを新設し、持株会社体制に移行
  - 9月 - デトロイトブランチオフィス　ROKI N.C.S AMERICA Co.,Ltd.を設立
  - 10月 - メキシコ現地法人　ROKI MEXICO S.A. de C.V.を設立。バンコクブランチオフィス　ROKI S.E. ASIA Co.,Ltd.を設立
- 2013年（平成25年）
  - 10月 - ROKI Global Innovation Center(ROGIC)開所
  - 11月 - 本社ビル隣接地に新研究所「ROKI Global Innovation Center ‐ROGIC‐」（設計：小堀哲夫）開設
- 2014年（平成26年）10月 - 欧州ブランチオフィス　ROKI EUROPE S.A.R.L.を設立
- 2015年（平成27年）
  - 4月 - 韓国現地法人　ROKI KOREA Co.,LTD. を設立
  - 9月 - 株式会社ROKI福岡を設立
- 2016年（平成28年）
  - 7月 - ROKI R&D INDIA Private Limited を設立
  - 11月 - ROKI ROMANIA MANUFACTURING S.R.L を設立
- 2021年（令和3年）
  - 6月 - 資本金を3億円から1億円に変更
  - 7月 - マスク生産専用工場 新事業第1プラントを浜松市に設立、国産高性能フィルターマスク「纏」の製造販売開始
- 2023年（令和5年）6月 - インド現地法人を ROKI UNO MINDA Co. Private Limited へ社名変更
- 2024年（令和6年）11月 - 「MATOI TONE UP MASK」の製造販売開始

## 生産拠点
- 日本 - 株式会社ROKI福岡
- アメリカ合衆国 - ROKI AMERICA Co.,Ltd.
- メキシコ - ROKI MEXICO S.A. de C.V.
- インド - ROKI UNO MINDA Co. Private Limited
- タイ - ROKI(THAILAND) Co., Ltd.
- インドネシア - PT.ROKI INDONESIA
- ベトナム - ROKI Vietnam Co.,Ltd.
- 中国 - 飛得濾机(蘇州) 有限公司 ROKI SUZHOU CO., Ltd.
- 韓国 - ROKI KOREA Co., LTD.
- 中華民国 - 華洋企業股份有限公司　CHINA OCEAN ENTERPRISE CO., LTD.
- ルーマニア - ROKI ROMANIA MANUFACTURING S.R.L